# Sarstedt
Sarstedt – miasto w Niemczech, w kraju związkowym Dolna Saksonia, w powiecie Hildesheim.

## Osoby związane z Sarstedt
- Michael Schenker - gitarzysta zespołu UFO, Scorpions i Michael Schenker Group.
- Rudolf Schenker - gitarzysta zespołu Scorpions